# خربثا بني حارث
خربثا بني حارث بلدة فلسطينية تتبع محافظة رام الله والبيرة وسط الضفة الغربية، بلغ عدد سكانها حسب الجهاز المركزي للإحصاء الفلسطيني حوالي 3,471 نسمة حسب التعداد العام للسكان الذي أجري عام 2017. وهي من البلدات المحتلة عام النكسة.

## التاريخ الحديث والمعاصر
عُثر على قطع أثرية تعود إلى العصور الحديدي الثاني، الفارسي، والعصور الرومانية والبيزنطية والأموية والمملوكية.

### العهد العثماني
تبعت خربثا بني الحارث إلى الإمبراطورية العثمانية في عام 1517 مع كل فلسطين، وكانت تتبع ولاية شرق بيروت في الشام. في عام 1596 ظهر لأول مرة اسم خربثا بني الحارث في سجلات الضرائب العثمانية، حيث دفعوا معدل ثابت للضريبة بنسبة 25٪ على المنتجات الزراعية المختلفة، مثل القمح، والشعير، والمحاصيل الصيفية، والزيتون، والماعز، وخلايا النحل. أشار فيكتور جويرين عالم الآثار الفرنسي إلى أن القرية يسكنها حوالي 200 شخص وفيها بقايا كنيسة وذلك عندما زارها عام 1870. عام 1882، أجرى صندوق استكشاف فلسطين الغربية مسحاً للبلدة ووصفها بأنها «ذات حجم متوسط، وفيها بئر على أرض مرتفعة غربها».

### الانتداب البريطاني
في عام 1917، سقطت القرية بيد الجيش البريطاني، ودخلت البلدة مع باقي فلسطين مظلة الانتداب البريطاني على فلسطين عام 1920 حتى النكبة.
أجرت سلطات الانتداب البريطاني تعدادا عاما للسكان عام 1922، وقد بلغ عدد السكان حوالي 338 نسمة جميعهم مسلمون، ثم تزايد العدد حتى وصل إلى 469 نسمة جميعهم مسلمون في تعداد عام 1931. أما في تعداد عام 1945، فبلغ عدد سكان حوالي 650 نسمة جميعهم مسلمون.

### الحكم الأردني
في أوائل خمسينيات القرن العشرين أتبعت خربثا بني الحارث للحكم الأردني بين حربي 1948 و1967، وكان عدد سكانها آنذاك حوالي 835 نسمة عام 1961، وكانت تتبع إدارياً إلى لواء رام الله.

### النكسة
سقطت القرية في يد الاحتلال بعد حرب النكسة.

### السلطة الفلسطينية
بعد تأسيس السلطة الفلسطينية، قسمت أراضي القرية إلى مناطق (أ، ب، ج).

## الجغرافيا
تقع قرية خربثا بني حارث شمال غرب مدينة رام الله على بعد قرابة 21 كم منها، على هضبة ارتفاعها حوالي 400 م عن سطح البحر. تمتد القرية من الشمال من وادي الشامي إلى وادي بلعين الواقع جنوبها. وتبلغ مساحتها قرابة 7,755 دونم، المساحة العمرانية منها حوالي 150 دونم. يحيط بها من الشرق قرية رأس كركر، ومن الجنوب قريتي بلعين وكفر نعمة، ومن الشمال والغرب دير قديس.

## السكان
دخلت فلسطين وفود كبيرة عبر العصور من تجار وغيرهم وذلك لموقعها الهام كنقطة وصل بين القارات، ومركز للحضارات والأديان.
يبلغ عدد سكان القرية حاليا حوالي 3,471 نسمة جميعهم من المسلمين وذلك حسب التعداد العام للسكان 2017 الذي أجراه الجهاز المركزي للإحصاء الفلسطيني.
| السنة      | (1922) | (1931) | (1945) | (1961) | (تعداد 2007) | (تقدير 2012) | (2017) |
| ---------- | ------ | ------ | ------ | ------ | ------------ | ------------ | ------ |
| عدد السكان | 338    | 513    | 720    | 1,107  | 2,808        | 3,250        | 3,471  |

## مؤسسات القرية
يدير القرية مجلس قروي مكون من أعضاء يتم انتخابهم كل أربع سنوات. في القرية ثلاث مدارس حكومية، وعيادة طبية حكومية وأخرى خاصة، وعدة مساجد.

## التعليم
اعتمد التعليم في القرية خلال العهد العثماني على نظام الكتاتيب، يتعلم الطلاب القرآن الكريم، وأصول الدين، واللغة العربية، وبعض المواد كالحساب والتاريخ وغيرها. وفي عام 1922م تأسست أول مدرسة حكومية في القرية، وبعد نكبة عام 1948م أصبحت هذه المدرسة ابتدائية تدرس حتى مستوى الصف السادس الابتدائي. وفي بداية ستينات القرن الماضي تأسست أول مدرسة للبنات.

## الاقتصاد

### الزراعة
تعد الزراعة القطاع الاقتصادي الرئيسي في القرية. فهي تنتج محاصيل الزيتون، والتين، واللوز، والعدس، والقمح وبعض الخضراوات. لكن التوسع العمراني للقرية، والتوسع في البنية التحتية وفتح الشوارع قلص المساحات المزروعة من الأراضي الزراعية.

## روابط خارجية
- صفحة بلدية خربثا بني حارث على موقع فيسبوك